# Sätila landskommun
Sätila landskommun var en tidigare kommun i dåvarande Älvsborgs län.

## Administrativ historik
Kommunen inrättades i Sätila socken i Marks härad i Västergötland när 1862 års kommunalförordningar trädde i kraft. Vid kommunreformen 1952 bildade den storkommun då den tidigare kommunen Hyssna gick upp i Sätila. Vid kommunreformen 1971 gick denna kommun upp i nybildade Marks kommun.
Kommunkoden 1952-1970 var 1537.

### Kyrklig tillhörighet
I kyrkligt hänseende tillhörde kommunen Sätila församling. Den 1 januari 1952 tillkom Hyssna församling.

## Geografi
Sätila landskommun omfattade den 1 januari 1952 en areal av 227,12 km², varav 200,97 km² land.

### Tätorter i kommunen 1960
I Sätila landskommun fanns tätorten Sätila, som hade 354 invånare den 1 november 1960. Tätortsgraden i kommunen var då 10,7 procent.

## Politik

### Mandatfördelning i valen 1938-1966
| 4 | 7 | 14 |

| 24 |

| 7 | 7 | 11 |

| 24 |

| 6 | 9 | 10 |

| 24 |

| 9 | 11 | 3 | 12 |

| 34 |

| 7 | 2 | 10 | 3 | 13 |

| 32 |

| 7 | 2 | 11 | 2 | 13 |

| 29 | 6 |

| 11 | 11 | 2 | 11 |

| 31 |

| 9 | 13 | 2 | 11 |

| 30 | 5 |